# カルダエア (小惑星)
カルダエア (313 Chaldaea) は小惑星帯にあるやや大きな小惑星の一つ。C型小惑星に分類され、主に炭素化合物からなると推定される。1891年8月30日にウィーンでヨハン・パリサによって発見された。
古代メソポタミアの新バビロニア王国（別名カルデア; Chaldea）にちなんで名付けられた。
2010年3月に熊本県で掩蔽が観測された。